# Чистец однолетний
Чисте́ц одноле́тний (лат. Stáchys ánnua) — вид однолетних травянистых растений рода Чистец (Stachys) семейства Яснотковые (Lamiaceae).
Семена содержат до 37 % эфирного масла.

## Ботаническое описание
Стебли простые или ветвистые, высотой 15—35 см, внизу часто голые, вверху коротко опушённые, под соцветием густо опушённые.
Нижние листья продолговато-яйцевидные, у основания клиновидные, городчатые; верхние — ланцетные, острые, пильчатые, сидячие.
Соцветие длинное, колосовидное, две—три нижние мутовки расставленные, верхние сближенные; чашечка немного волосистая, зубцы треугольно-ланцетные, согнутые; венчик беловато-желтоватый, в два раза длиннее чашечки, верхняя губа округлая.
Плод — орешек широкояйцевидный, тупотрёхгранный, мелко-ячеистый.

## Распространение и экология
Распространён на всей территории Европы, в Малой Азии, Западной Сибири. Натурализировался повсеместно.
Растёт на залежах, как сорное на полях, огородах.

## Хозяйственное значение и применение
Медоносное и пыльценосное растение. С конца июня по август медоносные пчёлы берут с цветков чистеца однолетнего бесцветный нектар. Каждое растение за время цветения при благоприятных погодных условиях может дать до 0,5 г нектара. Нектаропродуктивность цветка за сутки 0,2±0,02 мг; растения — 13,2±1,51 мг. Число цветков на одном цветоносном побеге — 73,7±7,27 шт. В нектаре содержится 56,2±5,01 % сахара. Сахаропродуктивность цветка в сутки 0,10±0,011 мг; растения — 7,4±0,84 мг. Мёдопродуктивность цветка — 0,13±0,014 мг; растения — 9,2±1,05 мг. Пыльцепродуктивность пыльника — 0,1±0,01 мг; растения — 38,8±4,13 мг.
Является токсичным для некоторых видов домашних животных. При поедании сена или соломы с примесью этого растения у работающей лошади появляется сильная мышечная дрожь. В 1968 году в совхозе «Минераловодский» Ставропольского края при скармливании сена с примесью чистеца у работающей лошади появилась «трясучка».

## Классификация

### Таксономия
Stachys annua L., 1763, Sp. Pl. ed. 2 : 813
Вид Чистец однолетний относится к роду Чистец (Stachys) семейства Яснотковые (Lamiaceae) порядка Ясноткоцветные (Lamiales), который последовательно входит в вышестоящие клады Ламииды → Астериды → Суперастериды → Эвдикоты → Цветковые растения. Таксономическая схема в соответствии с Системой APG IV по состоянию на декабрь 2023 года:
|  |                          |  |                                   |                                   |                      |  | еще 23 семейства | еще 23 семейства |                       |  |                          |  | еще 379 подтвержденных видов и 92 вида, ожидающих подтверждения | еще 379 подтвержденных видов и 92 вида, ожидающих подтверждения |  |
|  |                          |  |                                   |                                   |                      |  | еще 23 семейства | еще 23 семейства |                       |  |                          |  | еще 379 подтвержденных видов и 92 вида, ожидающих подтверждения | еще 379 подтвержденных видов и 92 вида, ожидающих подтверждения |  |
|  |                          |  |                                   | порядок Ясноткоцветные            |                      |  |                  |                  | род Чистец            |  |                          |  |                                                                 |                                                                 |  |
|  |                          |  |                                   | порядок Ясноткоцветные            |                      |  |                  |                  | род Чистец            |  | 4 внутривидовых таксонов |  |                                                                 |                                                                 |  |
|  | клада Цветковые растения |  |                                   |                                   | семейство Яснотковые |  |                  |                  | вид Чистец однолетний |  |                          |  |                                                                 |                                                                 |  |
|  | клада Цветковые растения |  |                                   |                                   |                      |  |                  |                  |                       |  |                          |  |                                                                 |                                                                 |  |
|  |                          |  | ещё 63 порядка цветковых растений | ещё 63 порядка цветковых растений |                      |  |                  | еще 267 родов    | еще 267 родов         |  |                          |  |                                                                 |                                                                 |  |
|  |                          |  |                                   | ещё 63 порядка цветковых растений |                      |  |                  |                  | еще 267 родов         |  |                          |  |                                                                 |                                                                 |  |

### Внутривидовые таксоны
- Stachys annua subsp. ammophila (Boiss. & Blanche) Sam.
- Stachys annua subsp. annua
- Stachys annua subsp. cilicica (Boiss.) R.Bhattacharjee
- Stachys annua var. lycaonica R.Bhattacharjee

### Синонимы
- Betonica annua L.
- Betonica annua var. glabra L.
- Betonica annua var. hirsuta L.
- Olisia annua Fourr.
- Prasium stachydium E.H.L.Krause
- Sideritis trinervia Gilib.
- Stachys annua var. maxima K.Koch
- Stachys betonica Crantz
- Stachys neglecta Klok. ex Kossko